# Stigmaphyllon puberum
Stigmaphyllon puberum är en tvåhjärtbladig växtart som först beskrevs av L. C. Rich., och fick sitt nu gällande namn av Adrien Henri Laurent de Jussieu. Stigmaphyllon puberum ingår i släktet Stigmaphyllon och familjen Malpighiaceae. Inga underarter finns listade i Catalogue of Life.